# Carmen de Areco partido
Carmen de Areco   egy partido (körzet) Argentínában a Buenos Aires tartományban. A fővárosa Carmen de Areco.

## Települések
Localidades
| - Carmen de Areco - Tres Sargentos - Pueblo Gouin | - Paraje Kenny - Paraje Tatay |  |

## Népesség
| Népesség | 3.815 | 5.866   | 8.498   | 9.632   | 9.765  | 9.900  | 11.031  | 12.581  | 13.992  |
| Változás | -     | +53,76% | +64,86% | +13,34% | +1,38% | +2,78% | +11,42% | +14,05% | +11,21% |